# Рух готівки
Рух готівки — чисті власні засоби, грошовий потік, наявні надходження фірми мінус її наявні виплати за даний період часу. Витрати іноді називаються негативним потоком готівки. Валовий потік готівки фірми за даний період дорівнює сумі валового прибутку і нарахованої амортизації за цей період. Чистий потік готівки дорівнює сумі нерозподіленого прибутку і нарахованої амортизації до чи після виплати податків.
Чистий потік готівки за проектом звичайно визначається як потік готівки після виплати податків і оплати усіх витрат по експлуатації і ремонту, після необхідного корегування працюючого капіталу, а також з обліком будь-якої залишкової вартості активів на момент закінчення терміну дії проекту чи іншого прибутку, що нарахований на проект чи бізнес. Потік наявних засобів за даний період (звичайно за рік) відбивається в звіті про рух наявних засобів.